# خانه حاج علی خان زند
خانه حاج علی خان زند در قم، محله چهار مردان، کوچه گذر قلعه واقع شده و این اثر در تاریخ ۲۵ اسفند ۱۳۷۹ با شمارهٔ ثبت ۳۳۴۵ به‌عنوان یکی از آثار ملی ایران به ثبت رسیده است.